# Zatoka Małgorzaty
Zatoka Małgorzaty (ang. Marguerite Bay, hiszp. Bahía Margarita) – zatoka u wybrzeża Ziemi Grahama na Antarktydzie.

## Geografia
Jest to duża zatoka po zachodniej stronie Półwyspu Antarktycznego, którą od północy ogranicza Wyspa Adelajdy, od wschodu Wybrzeże Fallières’a, a od południa Wyspa Aleksandra, Cieśnina Jerzego VI i Lodowiec Szelfowy Wordiego. Odkryła ją w 1909 francuska wyprawa kierowana przez Jean-Baptiste Charcota, który nazwał zatokę imieniem swojej żony.
Zatoka Małgorzaty jest względnie łatwo dostępnym obszarem Antarktyki. Lód morski wykazuje dużą zmienność z roku na rok i jego rozpad w okresie wiosennym może się opóźnić, jeżeli nie wystąpią sztormy. Przez cały rok dominują wiatry z północy, ocieplające ten akwen; w lecie zwykle temperatury przekraczają 0 °C, zimą pogoda jest bardzo zmienna, zdarzają się ciepłe, deszczowe dni. Górzysta Wyspa Adelajdy, której szczyty sięgają 1500 m n.p.m., stanowi osłonę przed wiatrami w północno-wschodniej części zatoki. Od wschodu często nadchodzą niże, których ruch spowalnia bariera górzystego Półwyspu Antarktycznego. Orografia decyduje o kierunku lokalnych wiatrów; występują wiatry katabatyczne, często spływające z lodowców. Widzialność jest zwykle dobra lub bardzo dobra, choć może ją znacznie ograniczać mgła i opady. Nad Zatoką Małgorzaty leżą stacje polarne: argentyńska całoroczna San Martín na Ziemi Grahama na Półwyspie Antarktycznym oraz chilijska letnia Carvajal i brytyjska całoroczna Rothera na Wyspie Adelajdy. Do wszystkich stacji możliwy jest dostęp drogą lotniczą.